# Grand ensemble en France
Pour un article plus général, voir Grand ensemble.

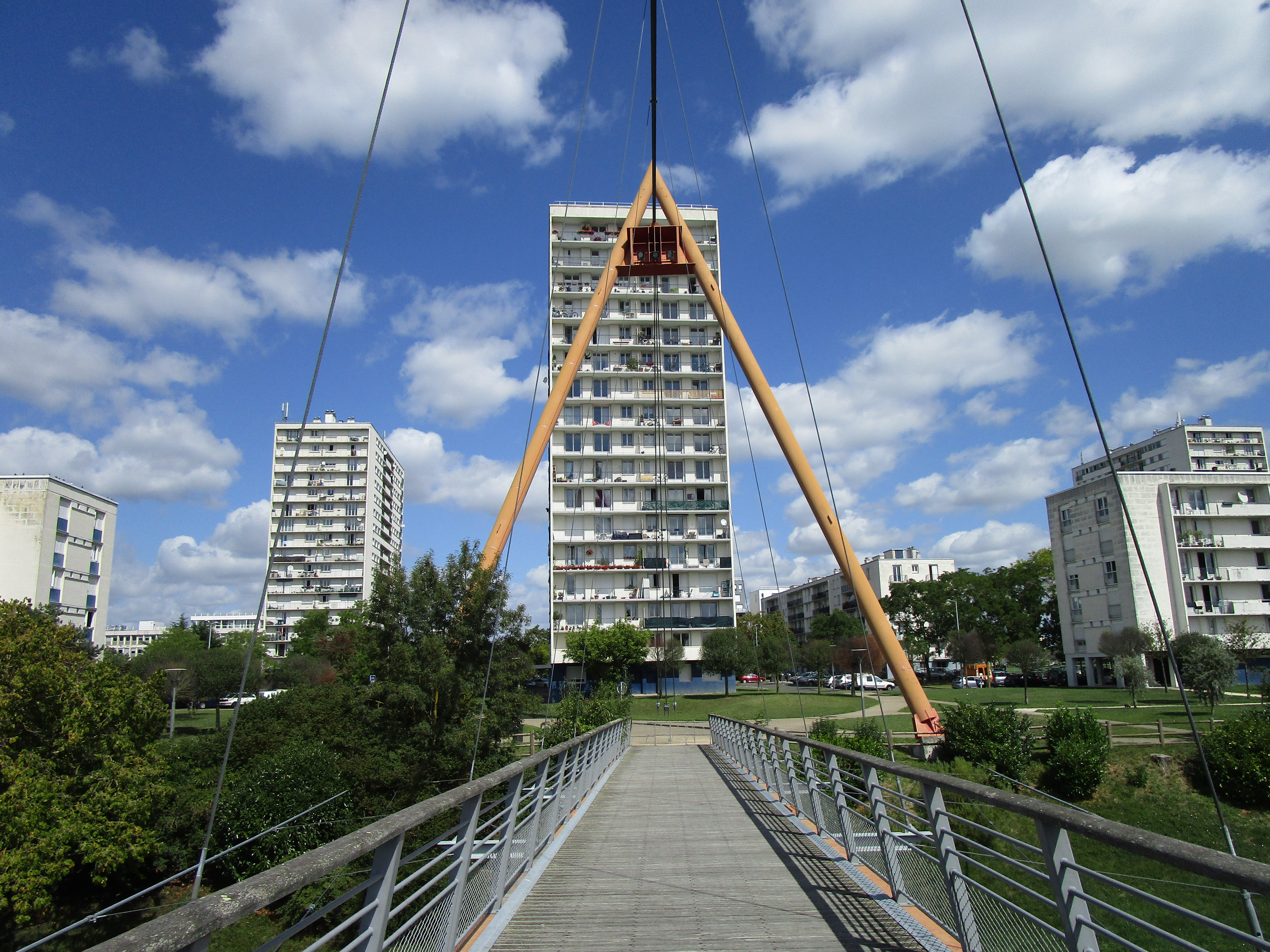
Quartier des Rives du Cher à Tours.

Un grand ensemble en France, parfois appelé cité  ou abusivement cité HLM (car beaucoup de grands ensembles, même parmi les plus délabrés, sont des copropriétés et non des logements sociaux), désigne une forme urbaine collective dans le contexte de la France.
Bien qu'ils échappent à une définition unique, les grands ensembles sont typiquement des ensembles de logements collectifs, souvent en nombre important (plusieurs centaines à plusieurs milliers de logements), construits en France entre le milieu des années 1950 et le milieu des années 1970, marqués par un urbanisme de barres et de tours inspiré des préceptes de l'architecture moderne.
La France est le seul des pays capitalistes occidentaux à avoir choisi massivement les barres et les tours pour résoudre la crise du logement ; le Royaume-Uni, les Pays-Bas, les pays scandinaves ont construit, à côté de rares grands ensembles, des cités-jardins, des immeubles bas, des maisons individuelles isolées ou en bandes. Seuls les pays du bloc socialiste donnent l'exemple des mêmes choix, comme en URSS avec l'habitat khrouchtchevien à partir de 1955, ce qu'explique la circulation des modèles et des techniques entre l'Est et l'Ouest, malgré le rideau de fer.
Ces grands ensembles en France, ont permis un large accès au confort moderne (eau courante chaude et froide, chauffage central, équipements sanitaires, ascenseur, etc.) pour les ouvriers des banlieues ouvrières, les habitants des habitats insalubres, les rapatriés d’Algérie et la main-d’œuvre des grandes industries. Dès les premiers temps, les habitants se plaignent cependant du manque de commerces, de transports, d'insonorisation ou de vie de quartier.
Ils se retrouvent fréquemment en crise sociale profonde à partir des années 1980, et sont, en France, l'une des raisons de la mise en place de ce qu'on appelle la politique de la ville.

## Définition
Il n'y a pas de consensus pour définir un grand ensemble. On peut toutefois en distinguer deux :
- Selon le service de l'Inventaire du ministère de la Culture français, un grand ensemble est un « aménagement urbain comportant plusieurs bâtiments isolés pouvant être sous la forme de barres et de tours, construit sur un plan-masse constituant une unité de conception. Il peut être à l'usage d'activité et d'habitation et, dans ce cas, comporter plusieurs centaines ou milliers de logements. Son foncier ne fait pas nécessairement l'objet d'un remembrement, il n'est pas divisé par lots ce qui le différencie du lotissement concerté »[2].
- Selon le géopolitologue Yves Lacoste, un grand ensemble est une « masse de logements organisée en un ensemble. Cette organisation n'est pas seulement la conséquence d'un plan-masse ; elle repose sur la présence d'équipements collectifs (écoles, commerces, centre social, etc.) [ … ]. Le grand ensemble apparaît donc comme une unité d'habitat relativement autonome formée de bâtiments collectifs, édifiée en un assez bref laps de temps, en fonction d'un plan global qui comprend plus de 1000 logements »[3].

Le géographe Hervé Vieillard-Baron apporte des précisions : c'est, selon lui, un aménagement en rupture avec le tissu urbain existant, sous la forme de barres et de tours, conçu de manière globale et introduisant des équipements règlementaires, comportant un financement de l'État et, ou des établissements publics. Toujours selon lui, un grand ensemble comporte un minimum de 500 logements (limite fixée pour les zones à urbaniser en priorité (ZUP) en 1959). Enfin, un grand ensemble n'est pas nécessairement situé en périphérie d'une agglomération.
Comme on le voit ci-dessus, la détermination d’un seuil de logements peut être débattue. Les formes du grand ensemble sont assez récurrentes, inspirées (ou légitimées) par des préceptes de l’architecture moderne et en particulier des CIAM : ils se veulent une application de la Charte d'Athènes. Pour autant, on ne peut pas dire qu'il s'agisse d'une application directe des principes de Le Corbusier. Ils sont aussi le fruit d'une industrialisation progressive du secteur du bâtiment et, notamment en France, des procédés de préfabrication en béton.

## Naissance

### Premiers grands ensembles

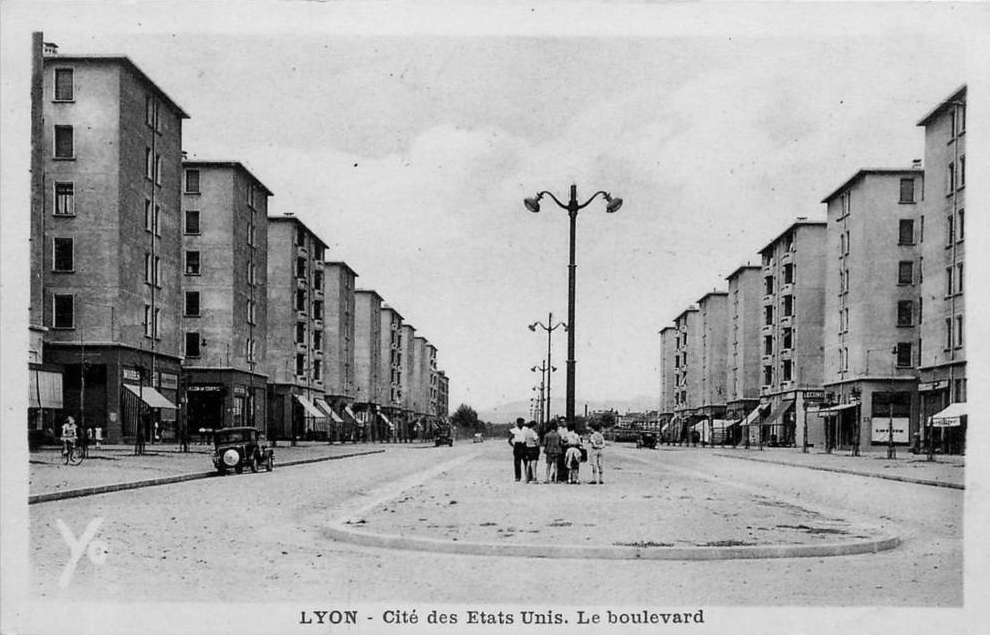
Cité des États-Unis à Lyon.

La Cité de la Muette à Drancy, construite par Eugène Beaudouin, Marcel Lods et Jean Prouvé entre 1931 et 1934 pour l'Office public HBM de la Seine, est traditionnellement considérée comme le premier grand ensemble en France. Elle est même à l'origine du terme de « grand ensemble » puisque c'est ainsi que la désigne pour la première fois Maurice Rotival dans un article de l'époque. Cette cité, initialement conçue comme une cité-jardin, se transforme en cours d'étude en un projet totalement inédit en France, avec ses cinq tours de quinze étages et son habitat totalement collectif. Cependant, cette initiative reste sans lendemain du moins dans l'immédiat.
D'autres projets sont contemporains de la Cité de la Muette, voire antérieurs, notamment le quartier des États-Unis à Lyon. À la fin de la première guerre mondiale, la ville de Lyon décide de construire un nouveau quartier au sud-est de la ville. Cette responsabilité est confiée à l’architecte Tony Garnier, chargé des grands travaux de la ville de Lyon. Celui-ci s’est très tôt intéressé aux problèmes posés par la révolution industrielle et l’évolution sociale. Sa réflexion l’a conduit à proposer un concept architectural original. Pour lui, le projet urbain doit être pensé selon une logique rationnelle et fonctionnelle. Les logements qu’il réalise pour les ouvriers proposent un confort très moderne, que nombre d’habitations du centre-ville ne possèdent pas. L’architecture est sobre, uniforme et s’appuie sur des volumes simples. En 1934, 1 560 logements sont livrés. Le quartier réalisé est une œuvre pionnière : ce grand ensemble d’habitation incarne pour la première fois en Europe un fonctionnement de la ville en relation avec sa forme spatiale. Les logements sont alors occupés par une population issue d’une communauté ouvrière solidaire et militante, la vie sociale y est très développée.

### Besoin urgent de logements

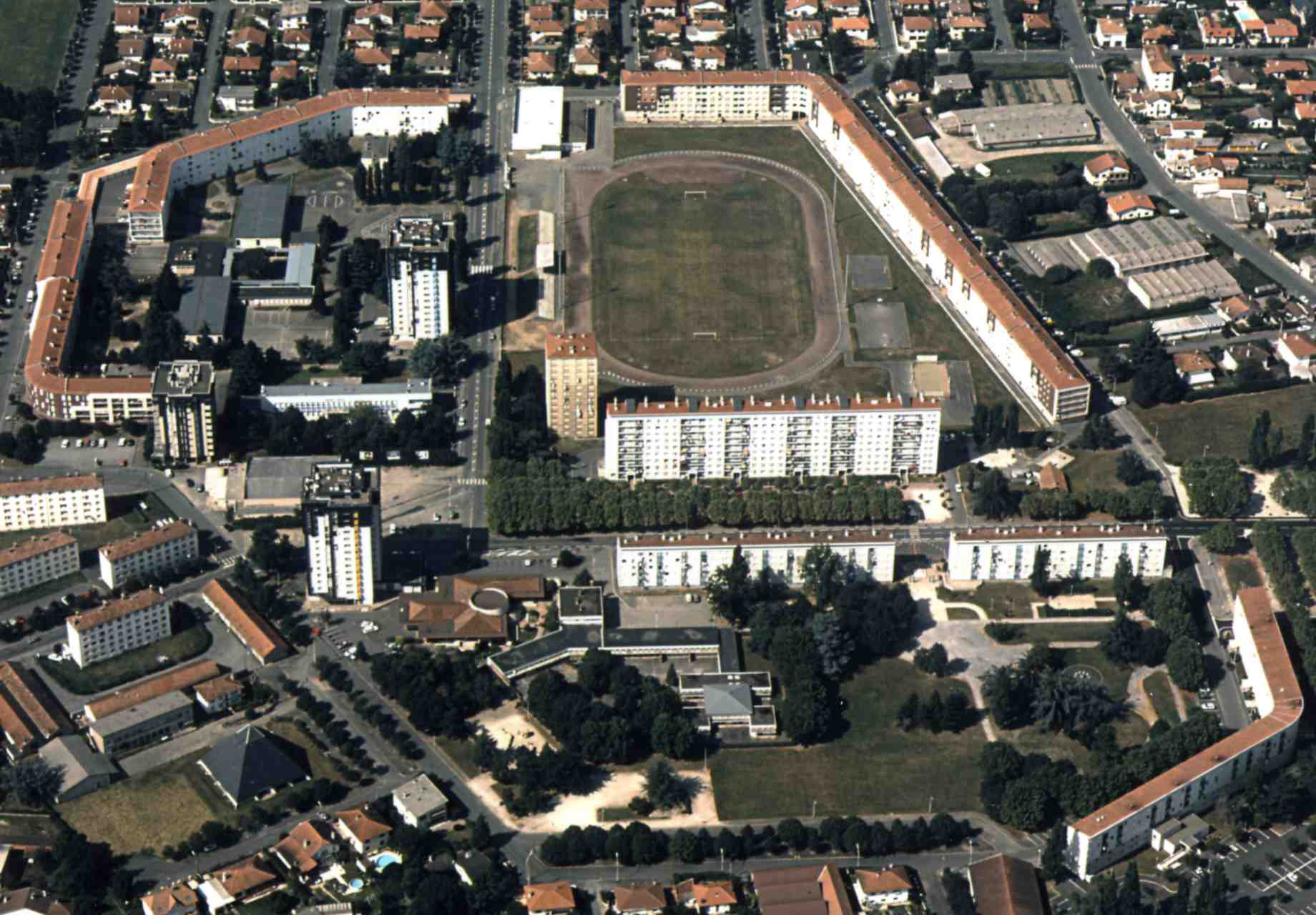
Le quartier Laubadère de Tarbes, en 1987.

Après la Seconde Guerre mondiale, le temps est à la reconstruction et la priorité n'est pas donnée à l'habitat. Le premier plan quinquennal de Jean Monnet (1947-1952) a avant tout pour objectif la reconstruction des infrastructures de transport et le recouvrement des moyens de production. Par ailleurs, le secteur du bâtiment en France est alors incapable de construire des logements en grande quantité et rapidement, : mis à part les grandes entreprises françaises de béton armé restées actives durant la Seconde Guerre mondiale grâce à la construction du mur de l’Atlantique,, ce sont encore de petites entreprises artisanales aux méthodes de constructions traditionnelles.
Les besoins sont pourtant considérables : sur 14,5 millions de logements, la moitié n'a pas l'eau courante, les trois quarts n'ont pas de WC, 90 % pas de salle de bain. On dénombre 350 000 taudis, 3 millions de logements surpeuplés et un déficit constaté de 3 millions d'habitations. Le blocage des loyers depuis 1914, très partiellement atténué par la loi de 1948, ne favorise pas les investissements privés.
À ce besoin de logements s'ajoutent d'autres arguments en faveur de la construction de grands ensembles : le refus de l'étalement urbain (extension de la banlieue pavillonnaire dans les années 1930), mais aussi, un sentiment urbaphobe plus ancien à l'égard de la ville dangereuse et insalubre. À cela s'ajoute aussi un discours repris par le MRU qui demande à réduire le poids considéré comme excessif de Paris, en référence aux thèses de Jean-François Gravier, et son ouvrage Paris et le désert français.

### Politique volontariste

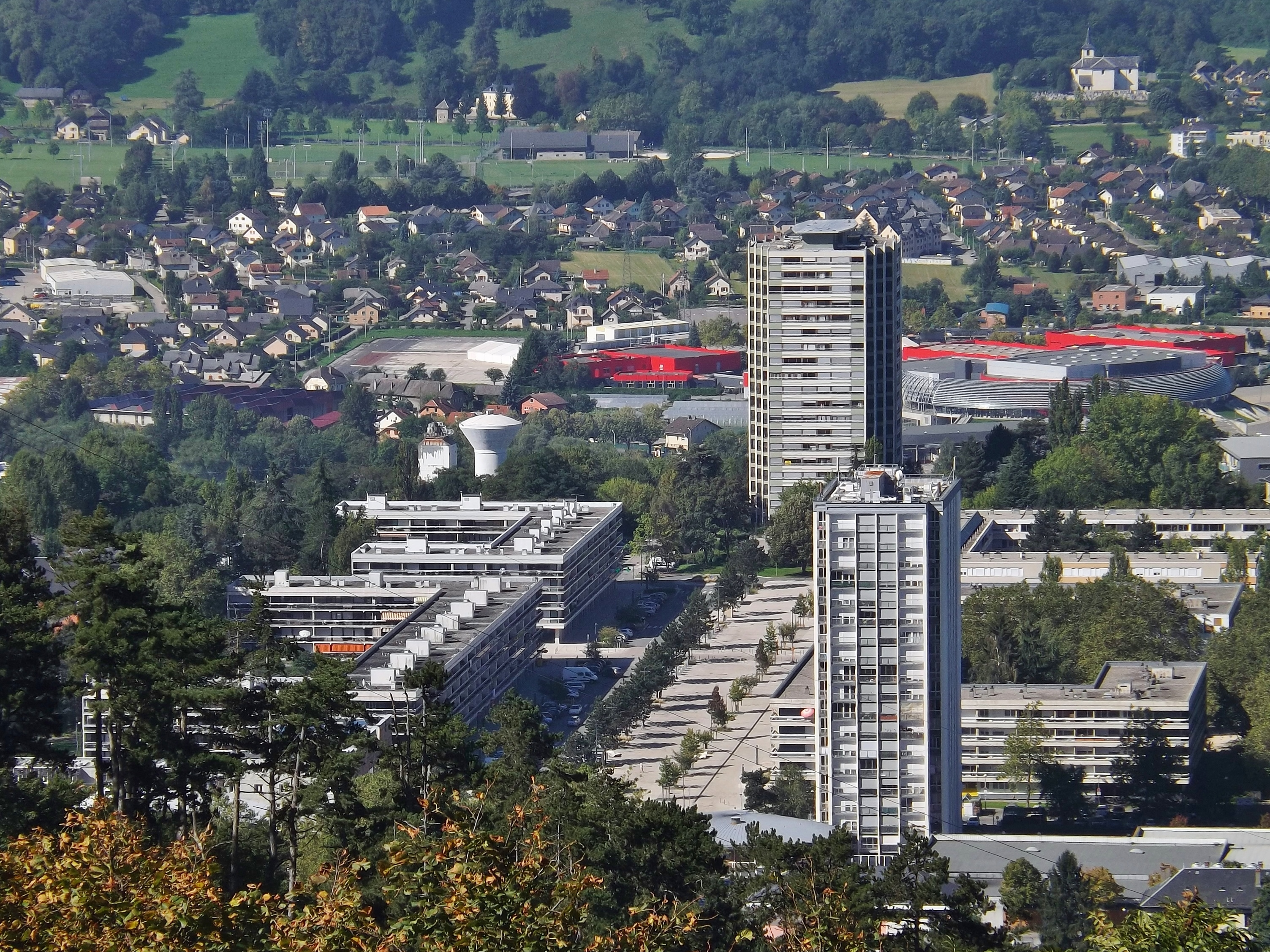
Les Hauts-de-Chambéry.

L'État tente de changer la situation en encourageant l'industrialisation des entreprises du bâtiment : en 1950, Eugène Claudius-Petit, ministre de la reconstruction, lance le concours de la cité Rotterdam à Strasbourg, devant comporter 800 logements. Le concours, ouvert à un architecte associé à une entreprise de BTP, prend en compte les coûts et la rapidité d'exécution. Le projet est gagné par Eugène Beaudouin qui réalise un des premiers grands ensembles d'après-guerre en 1953. En 1953 toujours, Pierre Courant, ministre de la Reconstruction et du Logement, fait voter une loi qui met en place une série d'interventions (appelée « Plan Courant ») facilitant la construction de logements tant du point de vue foncier que du point de vue du financement (primes à la construction, prêts à taux réduit, etc.) : la priorité est donnée clairement par le ministère aux logements collectifs et à la solution des grands ensembles.
La même année, la création de la contribution obligatoire des entreprises à l'effort de construction (1 % de la masse salariale pour les entreprises de plus de 10 salariés) constitue une ressource supplémentaire pour la réalisation de logements sociaux : c'est le fameux « 1 % patronal ». Les fonds sont gérés par l’Office Central Interprofessionnel du Logement (OCIL), à l'origine de la construction d'un certain nombre de grands ensembles.
Mais le véritable choc psychologique intervient en 1954 : le terrible hiver et l'action de l'abbé Pierre engage le gouvernement à lancer une politique de logement volontariste. Un programme de « Logements économiques de première nécessité » (LEPN) est lancé en juillet 1955 : il s'agit de petites cités d'urgence sous la forme de pavillons en bandes. En réalité, ces réalisations précaires s'avèrent catastrophiques et se transforment en taudis insalubres dès l'année suivante. La priorité est donnée alors résolument à l'habitat collectif de grande taille et à la préfabrication en béton, comme seule solution au manque de logements en France.
Au cours de la décennie qui suit la guerre, le volontarisme de l'État s'accompagne d'une communication très active du Ministère de la Reconstruction et de l'Urbanisme. Une propagande cinématographique, radiophonique et photographique vise à faire adhérer la population à la politique de reconstruction, par exemple en montrant les taudis et en valorisant l'image des chantiers.
Il y avait en 1946 en France moins de 500 000 logements sociaux ; trente ans plus tard, on en compte près de 3 millions, dont un tiers sous forme de grands ensembles. Ceux-ci sont au nombre de 350 environ, dont 43 % se concentrent dans la région parisienne, où la demande est la plus forte.

## Construction

### Multitude de procédures administratives

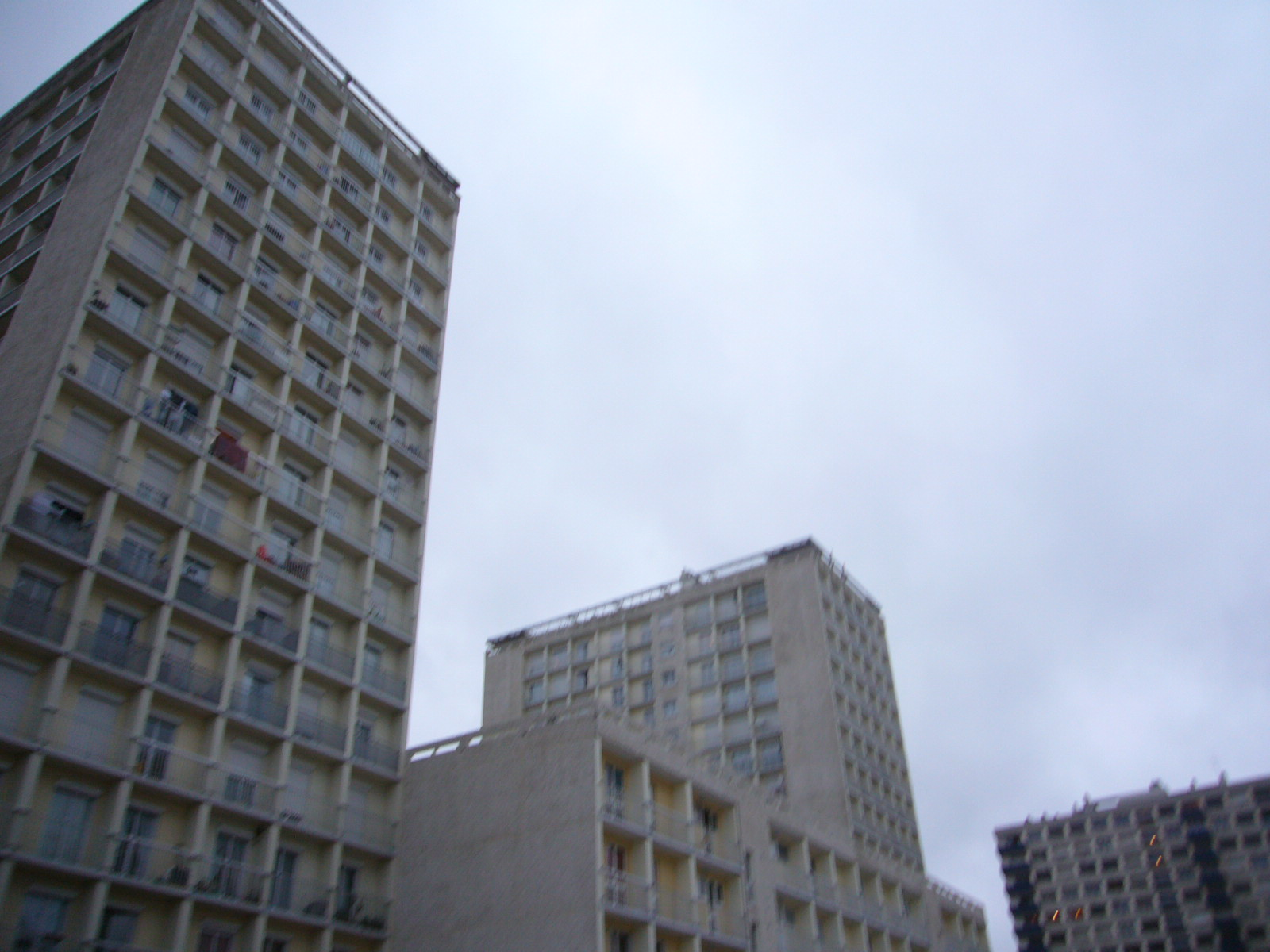
Grands ensembles du quartier Villejean à Rennes par l'architecte Louis Arretche.

Il n'existe pas une procédure type de construction d'un grand ensemble pendant cette période. En effet, de très nombreuses procédures techniques ou financières sont utilisées. Elles servent souvent d'ailleurs à désigner les bâtiments ou quartiers construits à l'époque : Secteur industrialisé, LOPOFA (Logements populaires familiaux), Logecos (Logements économiques et familiaux), LEN (Logements économiques normalisés), l'opération Million, l'opération « Économie de main-d'œuvre ». L'unique objectif de toutes ces procédures est de construire vite et en très grande quantité. Le cadre de la Zone à urbaniser en priorité intervient en 1959, avec des constructions qui ne commencent réellement qu'en 1961-1962.

### Contextes de la construction

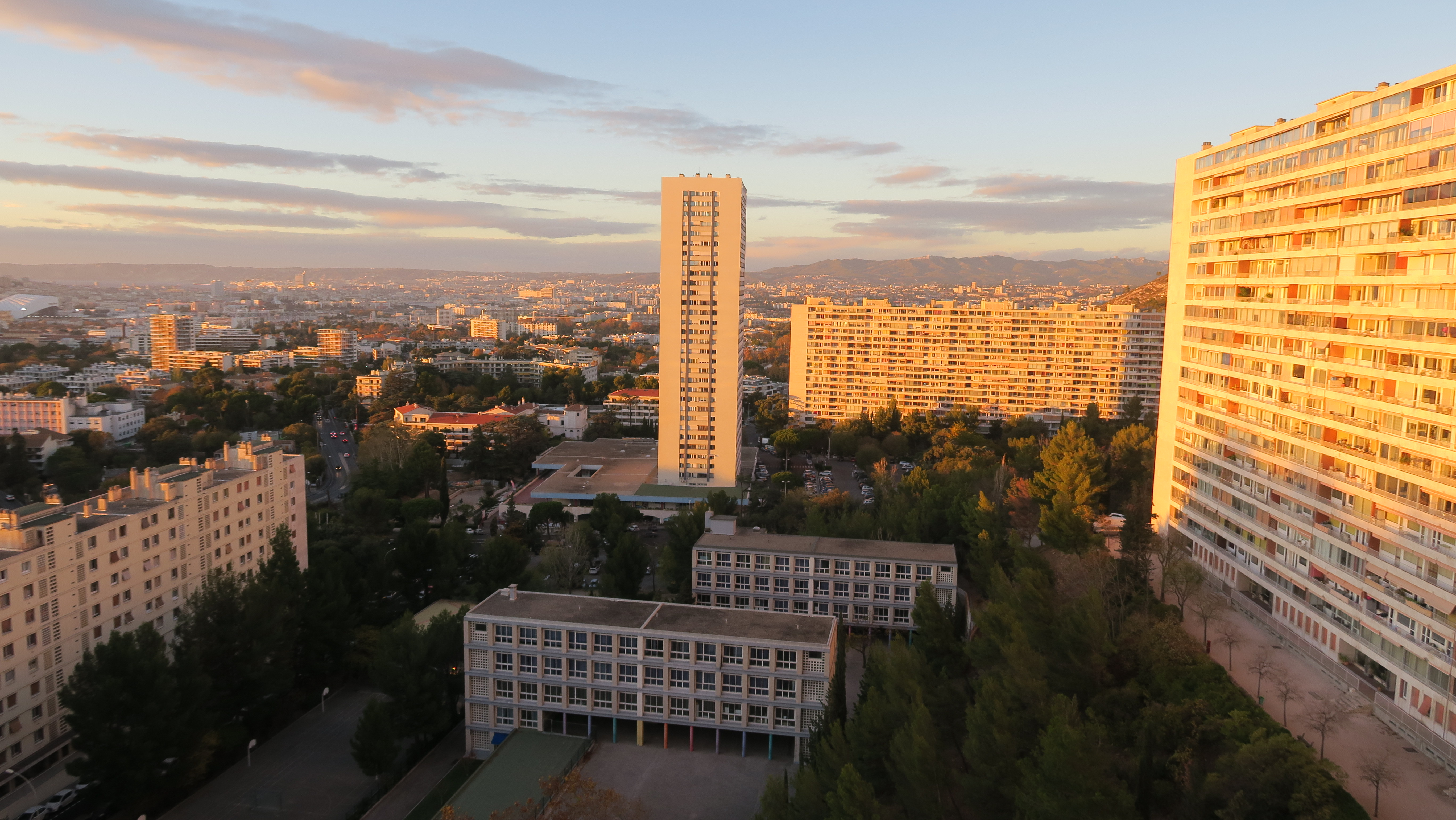
Le quartier de La Rouvière (9e arrondissement) à Marseille construit par Xavier Arsène-Henry.

On peut distinguer trois contextes de construction de ces grands ensembles à la fin des années 1950 et début des années 1960 : 
- de nouveaux quartiers périphériques de villes anciennes ayant pour objectif de reloger des populations installées dans des logements insalubres en centre-ville ou pour accueillir des populations venues des campagnes environnantes (cas les plus fréquents).
- des villes nouvelles liées à l'implantation d'industries nouvelles ou à la politique d'aménagement du territoire : c'est le cas de Mourenx (avec le Gaz de Lacq), Bagnols-sur-Cèze ou Pierrelatte (liées à l'industrie nucléaire). On voit aussi des cas hybrides avec la première situation, avec des implantations proches de villes satellites de Paris, dans le but de contrebalancer l'influence de cette dernière : c'est le cas de la politique des "3M" dans le département de Seine-et-Marne avec la construction de grands ensembles liés à des zones industrielles à Meaux, Melun, Montereau-Fault-Yonne.
- des opérations de rénovation de quartiers anciens : le quartier de la Porte de Bâle à Mulhouse, l'îlot Bièvre dans le 13e arrondissement de Paris, le centre-ville ancien de Chelles.

Il est à noter qu'un grand ensemble n'est pas forcément un ensemble de logements sociaux : il peut s'agir aussi de copropriétés, comme la Rouvière, le Parc Corot, le Parc Kallisté et le Parc Bellevue à Marseille et beaucoup de logements sont en accession à la propriété, c'est le cas d'une très grande partie de Sarcelles. La difficulté de gestion de ces grands ensembles en copropriété est d'ailleurs bien souvent la raison de leur dégradation et de leur mauvaise réputation, attribuée souvent à tort aux offices HLM qui n'en sont pourtant pas responsables.

### Développements de l'industrie du béton

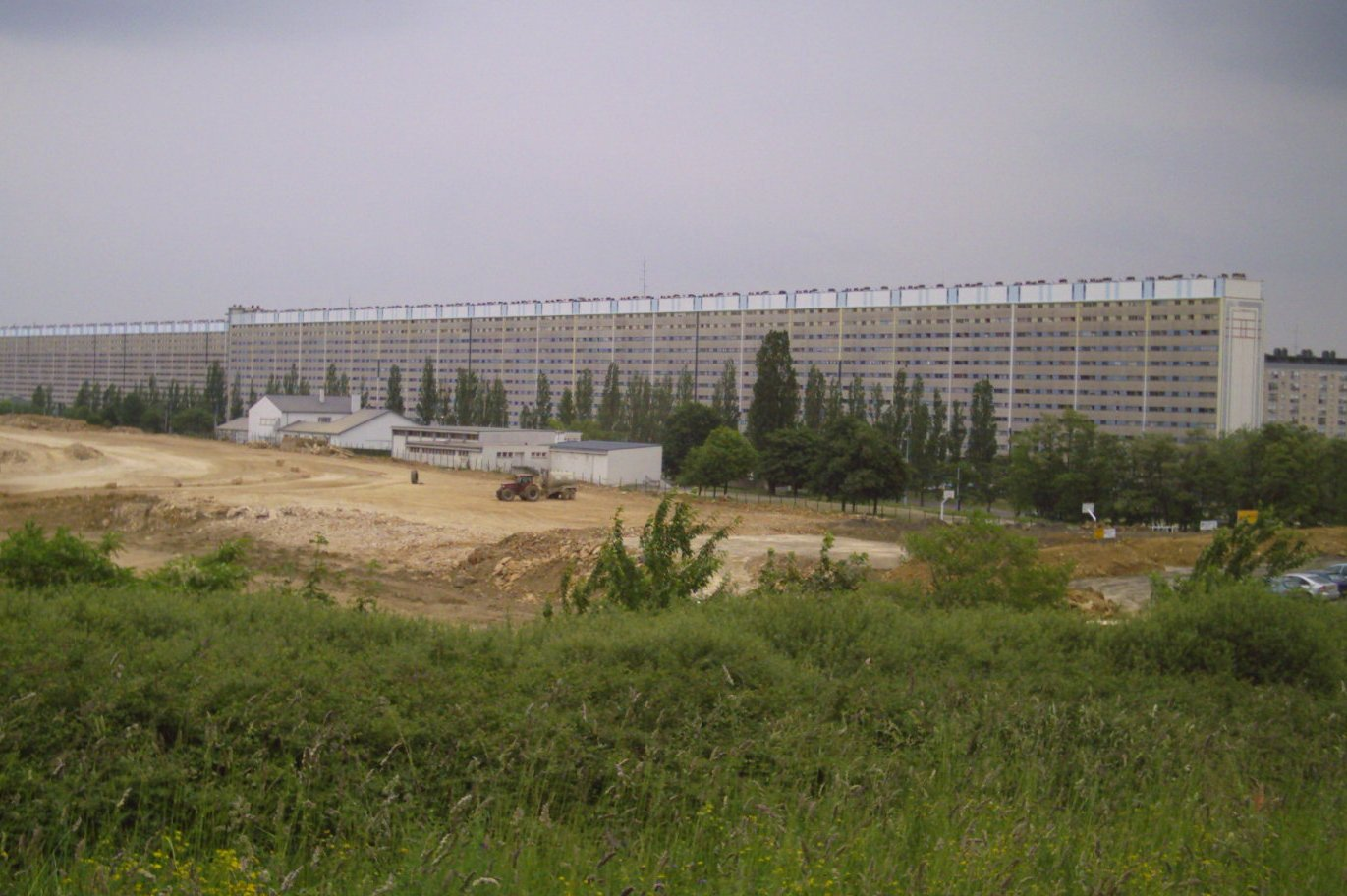
Le Haut-du-Lièvre (3000 logements, construits à partir de 1954), deux des plus longues barres de France, construite par Bernard Zehrfuss sur une crête surplombant Nancy.

La puissance des grandes entreprises françaises de béton armé restées actives durant la Seconde Guerre mondiale grâce à la construction du mur de l’Atlantique et la prééminence des ingénieurs des ponts et chaussées, traditionnellement favorables au béton, dans les structures administratives et techniques françaises depuis 1940, va trouver à s'exprimer dans la politique de logement de masse qui se profile à Libération pour s'achever en 1953. Créé en novembre 1944, le ministère de la Reconstruction et de l’Urbanisme (MRU) va être le moteur de cette modernisation. On assiste durant une dizaine d’années à un foisonnement de « procédés non traditionnels de construction », dont la mise en œuvre à travers de nombreuses opérations expérimentales va être à l’origine de la majorité des systèmes constructifs utilisés plus tard pour réaliser les grands ensembles. Parmi les différents aspects de cette industrialisation, la mécanisation, l’organisation rationnelle du chantier et la préfabrication en béton ne sont plus seulement des moyens de construire plus efficacement, mais deviennent les nouveaux principes générateurs du projet d’architecture. Conçus et réalisés pour être assemblés avec un maximum de rendement sur le chantier par une main-d’œuvre peu qualifiée et peu nombreuse, la plupart de ces procédés obéissent à des règles strictes de mise en œuvre. La solution passe par la production en usine dans des conditions optimales de « grands éléments complexes », c’est-à-dire réunissant en amont du processus de fabrication l’ensemble des corps d’état principaux et secondaires intervenant habituellement sur le chantier, ce dernier se réduisant exclusivement à un lieu de montage. La préfabrication va tout d'abord se développer dans le contexte de pénurie générale de la Libération. Dans un second temps, l'opération des « 4 000 logements de la région parisienne » en 1953 inaugure la généralisation de la préfabrication pour la construction des  grands ensembles de logements. Les fondements techniques de ce mouvement sont puisés dans l’un des mythes fondateurs de la modernité architecturale du début du XXe siècle : l’industrialisation de la construction.
Les désignations des grands ensembles sont, à cette époque, très diverses : unité de voisinage, unité d'habitation, ville nouvelle (sans aucun rapport avec les villes nouvelles de Paul Delouvrier), villes satellites, ou encore cités nouvelles, etc.

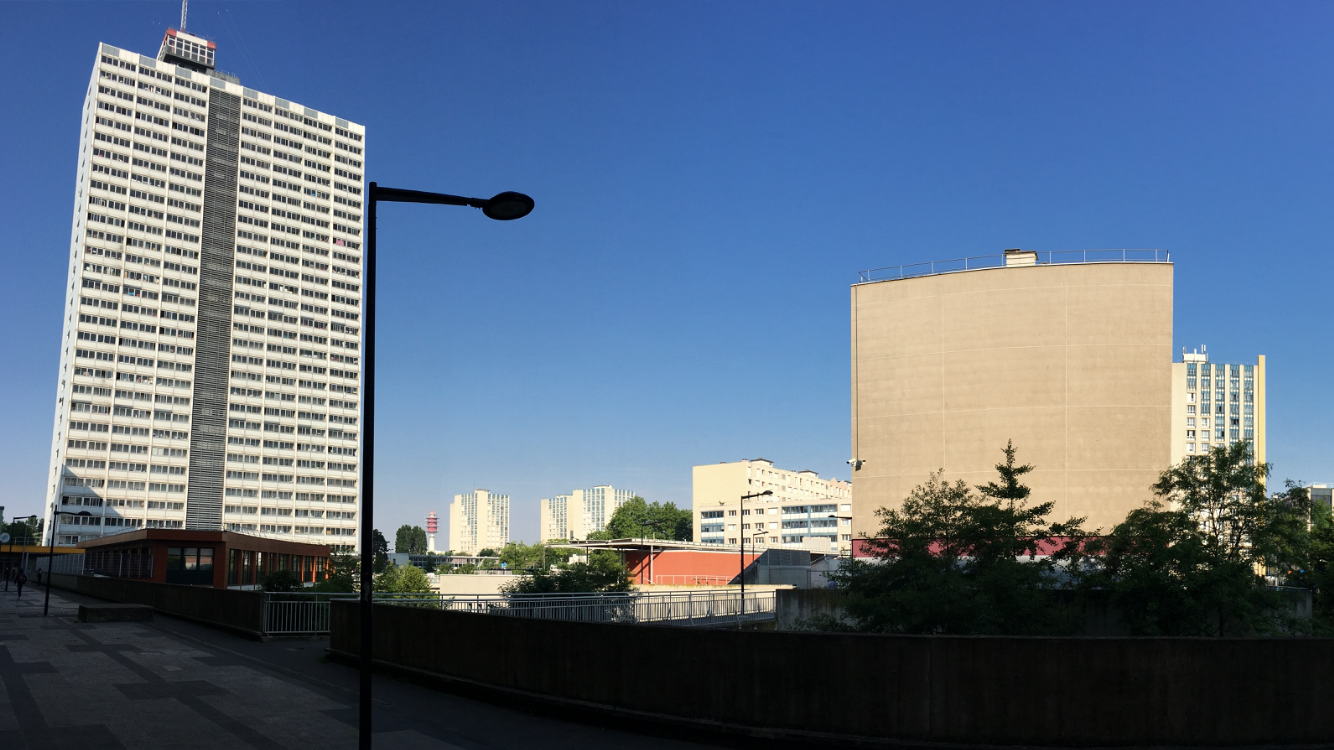
La tour Rodin (construite en 1968) dans le quartier du Bois-l'Abbé, à Champigny-sur-Marne.

Pendant 20 ans, on estime à 300 000 le nombre de logements construits ainsi par an, alors qu'au début des années 1950, on ne produisait que 10 000 logements chaque année. 6 millions de logements sont ainsi construits au total. 90 % de ces constructions sont aidées par l'État.

#### Préfabrication
De nombreux procédés de préfabrications sont mis en œuvre sur les chantiers permettant un gain de temps et d'argent. Expérimentés au cours des chantiers de la reconstruction après la Seconde Guerre mondiale, ces procédés permettent la construction en série de panneaux de béton, d'escaliers, d'huisseries, mais aussi d'éléments de salles de bain à l'intérieur même du logement. Chacun de ces procédés est désigné par l'entreprise ou l'architecte qui l'a mis en œuvre : procédé Camus (expérimenté au Havre et exporté jusqu'en URSS), procédé Estiot (au Haut-du-Lièvre à Nancy) ou procédé Tracoba (à la Pierre Collinet à Meaux), par exemple. Les formes simples (barres, tours) sont privilégiées le long du chemin de grue (grue posée sur des rails) avec des usines à béton installées à proximité du chantier, toujours dans une recherche de gain de temps. La préfabrication permet de faire appel à une main-d’œuvre peu qualifiée, souvent d'origine immigrée. De grands groupes de BTP bénéficient de contrats pour des chantiers de construction gigantesques, favorisés par l'État.

#### Maîtres d'ouvrage et maîtres d’œuvre
Les maîtres d'ouvrage sont eux aussi très concentrés et favorisent les grandes opérations. La Caisse des dépôts et consignations est ainsi l'un des financeurs incontournables de ce mouvement de construction avec notamment sa filiale, la SCIC (Société civile immobilière de la Caisse des dépôts et consignations), créée en 1954. Elle fait appel à des architectes majeurs des années 1950 et 1960, tels que Jean Dubuisson, Marcel Lods, Jacques Henri-Labourdette, Bernard Zehrfuss, Raymond Lopez, Charles-Gustave Stoskopf et elle est à l'origine de nombreux grands ensembles situés en région parisienne, tels que Sarcelles (le plus grand programme en France avec 10 000 logements), Créteil, Massy-Antony.

## Opposition

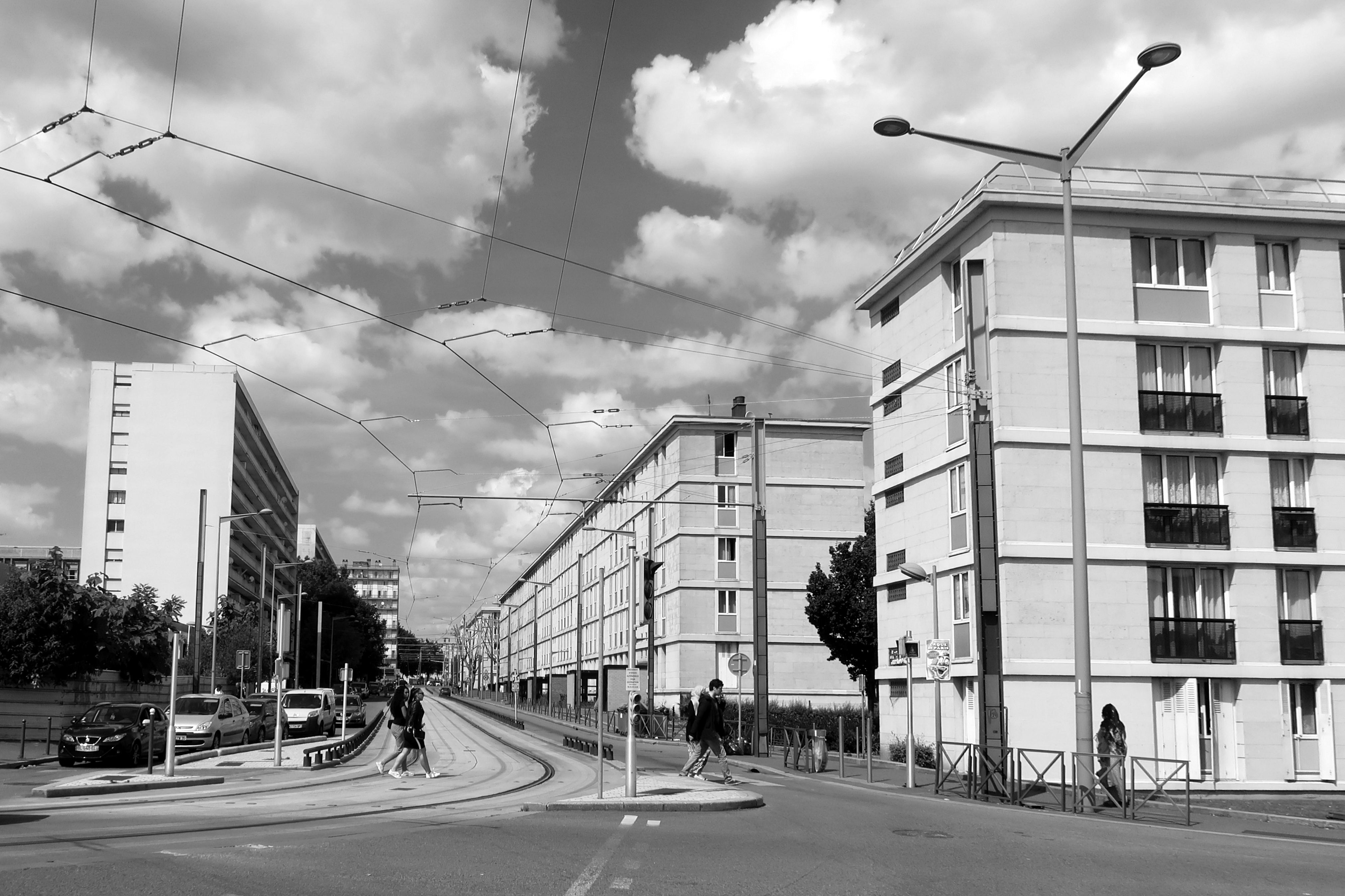
Quartier Lochères à Sarcelles.

Une campagne commence en 1962 et 1963 et est menée par la grande presse quotidienne de l'époque (L'Aurore, Le Figaro, France-Soir…). Le thème de la « sarcellite » (le terme de la « sarcellite » aurait été inventé par un habitant s’exprimant sur les ondes d’Europe 1) va se dégager peu à peu. La « sarcellite » serait la maladie des habitants de Sarcelles, la maladie des habitants des grands ensembles. Les journalistes de la presse écrite, qui disent avoir enquêté dans les grands ensembles, développent des représentations médiatiques qui condamnent les grands ensembles.
La réalité des grands ensembles renforce parfois le discours critique. Les premières cités, construites dans l'urgence pour répondre à la demande pressante de logements, ont souvent été conçues comme provisoires et se dégradent très vite : l'isolation phonique et thermique est inexistante ; mal entretenues, les constructions s'abîment avant même que tous les équipements soient terminés. Les difficultés liées au transport sont aussi réelles, comme dans le film Elle court, elle court la banlieue, les grands ensembles sont alors identifiés à la banlieue.
Mais les historiens des grands ensembles mettent en évidence, à l'encontre de cela, un attachement des habitants à leur cité, qui était aussi visible dans des émissions de la RTF. Dans le cas de Sarcelles, ce n'était par ailleurs pas un désert social, politique ou idéologique. Les militants d'associations locales, les réseaux chrétiens, chrétiens de gauche, les partis politiques (PSU, PCF…) étaient présents,. Les responsables politiques s'interrogent eux aussi sur le type de société urbaine qui s'édifie dans les périphéries : comment donner une âme à ces nouveaux lieux ? Comment recréer une communauté avec ces habitants venus de partout ? La construction d'équipements collectifs gérés par des animateurs et des professionnels du travail social ne satisfait personne.

## Déclin

### Arrêt de construction

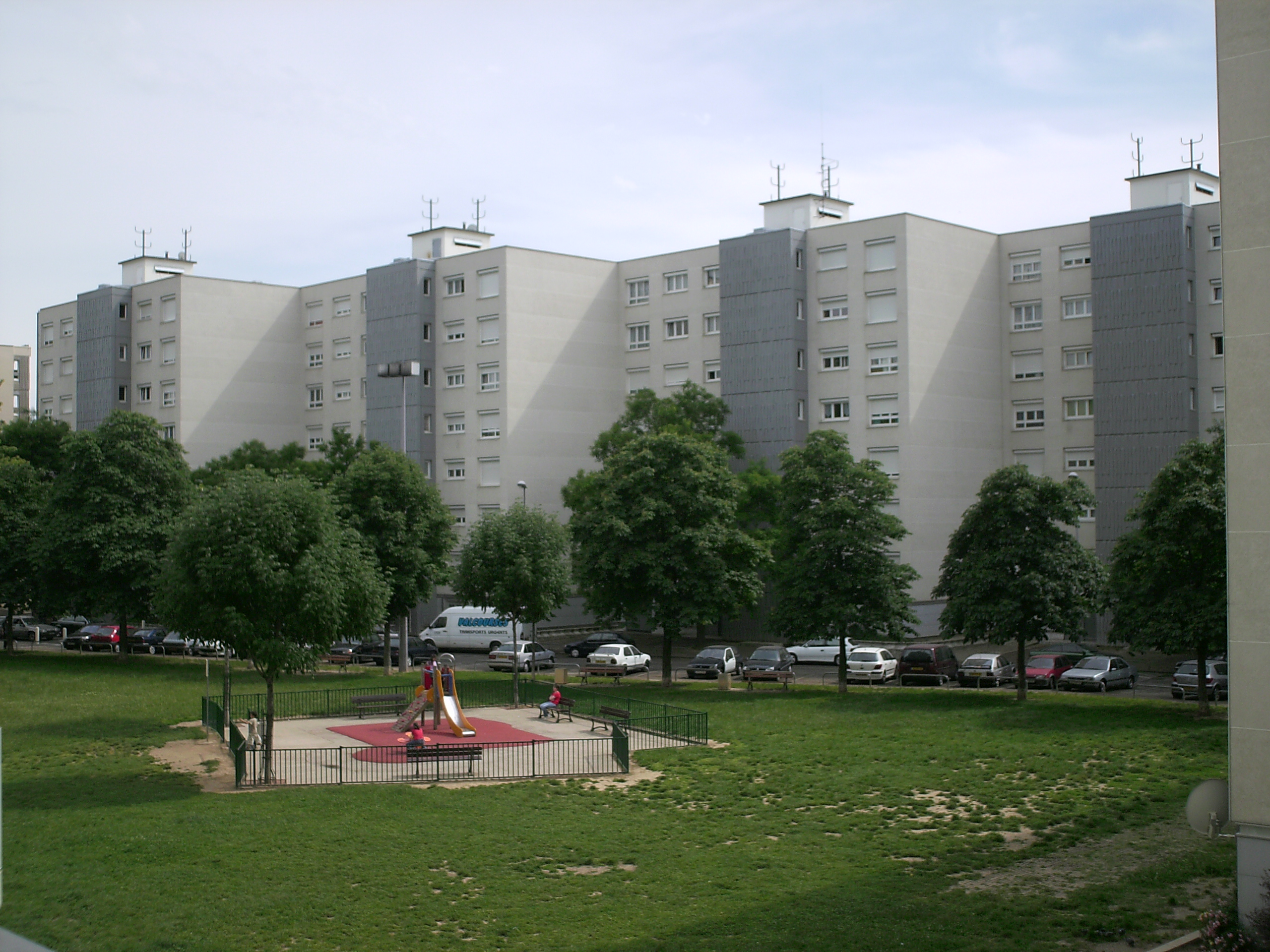
Les Minguettes à Vénissieux.

En 1965, le programme des villes nouvelles est lancé, se voulant en rupture avec l'urbanisme des grands ensembles. En 1969, les zones à urbaniser en priorité sont abandonnées au profit des zones d’aménagement concerté, créées deux ans auparavant. Enfin, le 21 mars 1973, une circulaire ministérielle signée par Olivier Guichard, ministre de l’Équipement, du Logement et des Transports, « visant à prévenir la réalisation des formes d’urbanisation dites “grands ensembles” et à lutter contre la ségrégation sociale par l’habitat », interdit toute construction d’ensembles de logements de plus de 500 unités. La construction des grands ensembles est définitivement abandonnée. La loi Barre de 1977 fait passer la priorité de l’aide gouvernementale de la construction collective à l’aide aux ménages : c'est le retour du pavillonnaire et du logement individuel, celui-ci représentant plus de la moitié des constructions de logement cette année-là.
Les premières violences imputables aux jeunes dans certains grands ensembles se produisent dans la décennie 1970-1980 : à La Courneuve en 1971, un jeune est tué au café Le Narval ; dans la même cité, en juillet 1983, un enfant algérien de 10 ans est assassiné d'un coup de fusil par un habitant, et le quartier s'embrase ; en banlieue lyonnaise, premiers incidents en 1971, à Vaulx-en-Velin, dans une cité construite pour accueillir des harkis ; 1975, premières mises à sac de locaux scolaires ; en 1978, premiers « rodéos », généralisés aux Minguettes à Vénissieux en 1981, où la presse nationale rend compte du phénomène pour la première fois, avec des reportages télévisés montrant les voitures qui brûlent au pied des tours. Cette crise atteint son point culminant avec les émeutes de 2005 et de 2023.
Dans les médias, à l'image, les grands ensembles sont présentés comme les nouveaux taudis, dès la fin des années 1970. Une rupture se produit dans les années 1980. L’événement déclenchant qui symbolise cette rupture dans le regard posé sur les grands ensembles est l'émission de télévision Droit de Réponse. En 1982, cette émission pose la question Faut-il raser les grands ensembles ? Il s'agit de la première rupture vraiment franche dans le discours tenu sur les grands ensembles.

### Destruction de certains grands ensembles

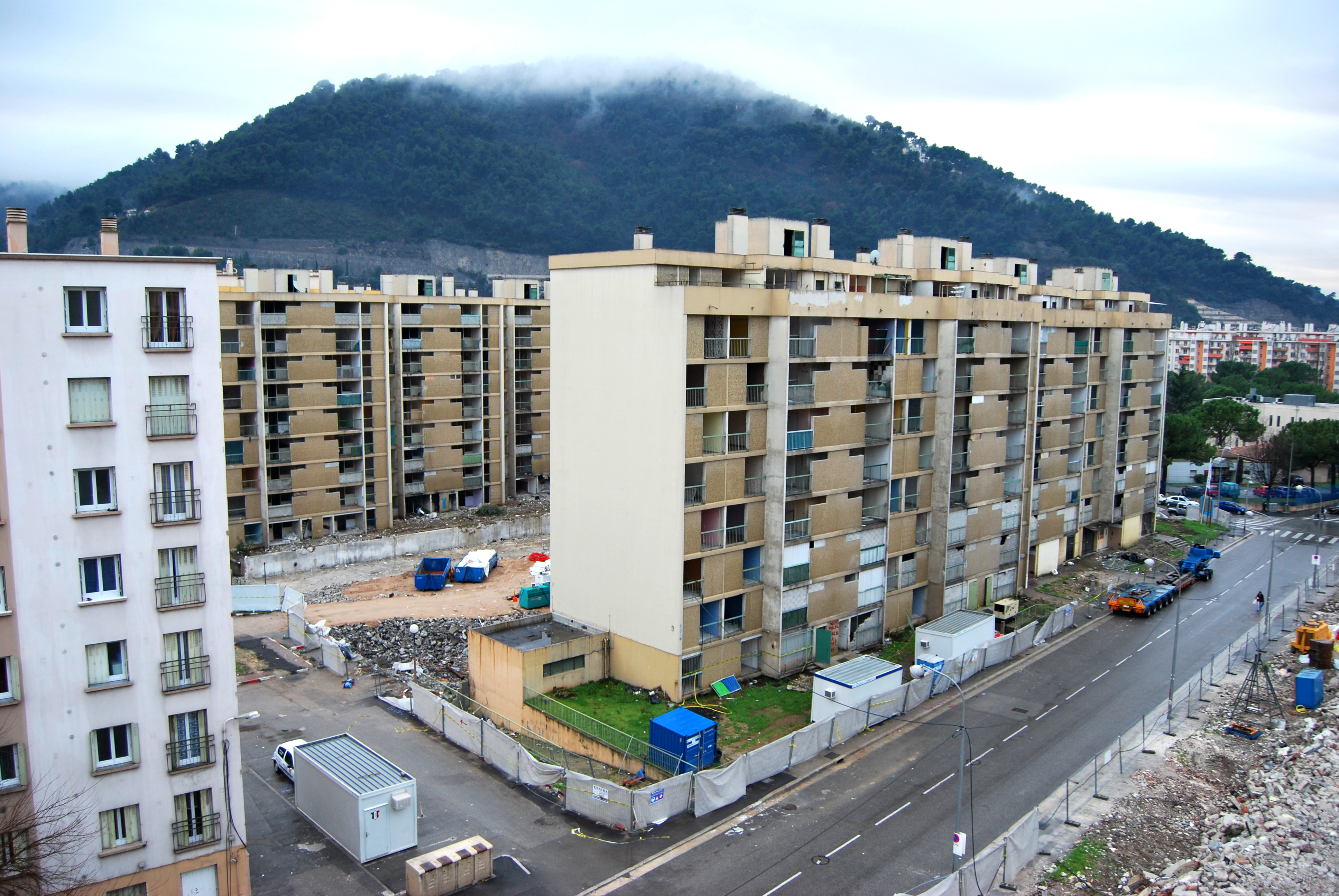
Démolition au quartier de L'Ariane, à Nice.

En 1983, les premières tours des Minguettes sont détruites. En 1986 a lieu la première destruction d'une barre, l'ensemble Debussy à La Courneuve. La barre Balzac est vidée de ses habitants dans un climat de tension provoqué par des expulsions de familles mal logées et est finalement démolie durant l'été 2011. En mai 2012, la mairie de La Courneuve décide de démolir la barre Petit Debussy, qui doit être vidée de ses habitants à la fin de 2013, en vue d'une démolition en 2014, mais elle n'est finalement démolie qu'en 2015[réf. incomplète]. D'autres ensembles en France sont détruits, tels que la Muraille de Chine de Saint-Étienne en 2000 et la Muraille de Chine de Clermont-Ferrand en 2023. 
Avec la création de l'Agence nationale pour la rénovation urbaine (Anru) en 2004, l'État va apporter une aide à la réhabilitation des grands ensembles que les villes ont du mal à financer. Un premier vaste programme se déroule jusqu'à la fin des années 2010, et un second concernant près de 500 quartiers prioritaires a pris le relais jusqu'en 2030. En plus des rénovations, le programme prévoit la destruction généralement partielle de nombreux grands ensembles pour laisser place à des logements neufs, dans le but de diversifier l'habitat et augmenter la mixité sociale.
Plus haute tour HLM de la région Hauts-de-France, la tour Kennedy à Loos est démolie en juillet 2025 par détonation.